# Rainbow (музичка група)
Рејнбоу (енгл. Rainbow) је британска рок група коју је водио гитариста Ричи Блекмор од 1975. до 1984. и поново од 1993. до 1997. године. Првобитна постава је настала од америчке рок групе Елф са Рони Џејмс Дио као главиним певачем, али након првог албума Ричи Блекмор је отпустио све чланове и наставио да ради са Диом до 1979. године када је Дио напустио групу и отишао у Блек Сабат. Након Дијовог одласка, група Рејнбоу је остварила значајан комерцијални успех.
Група Рејнбоу је заузела 90. месту на VH1 листи 100 најбољих хард рок уметника(енгл. VH1's 100 Greatest Artists of Hard Rock) . Група је продала преко 28 милиона албума широм света.

## Историја

### Оснивање (1975)
Ричи Блекмор је био у групи Дип перпл када је хтео да сними песме Black Sheep of the Family и Sixteenth Century Greensleeves које су остали чланови бенда Дип перпл одбили желећи да промене музички стли. Након тога Ричи Блекмор одлучује да сними песму са Диом и његовом групом Елф. Албум је снимљен 1975. године у Немачкој под називом Ritchie Blackmore's Rainbow. Албум је наишао на позитиван пријем и нашао се на листама хитова у САД и Великој Британији. Група је добила назив Рејнбоу по ресторану у Лос Анђелесу где су Ричи Блекмор и Дио проводили слободно време.
Музички стил групе Рејнбоу је био инспирисан класичном музиком. Ричи Блекмор почео да свира Виолончело како би осмисло интерсантније прелазе између акорда. Дио је писао текстове са средњовековном тематиком. Дио је поседовао широк вокални опсег омогућујући му да пева хард рок песме као и баладе.
Након позитивног искуства са Диом, Ричи Блекмор одлучује да напусти Дип перпл.
Након велике светске турнеје 1978. године Блекмор жели промени музички стил групе у више комерцијалнији правац. Дио се није слагао са овом променом и напушта групу 1979. године.

### Комерцијални успех (1979—1983)
Блекмор је заменио Дија са Грам Бонет. Албум Down to Earth доживљава значајан комерцијални успех са сингловима All Night Long и Since You Been Gone. Након тог албума Грам Бонет напушта групу како би се посветио соло каријери
Следећи албум Difficult to Cure је снимљен са америчким певачем Џо Лин Тарнер. Највећи успех достигли су са сингловима I Surrender у великој Британији и Jealous Lover у Сједињеним Америчким Државама. Албуми Straight Between the Eyes и Bent Out of Shape су такође били успешни, али је само један сингл Stone Cold успео да се попне на топ листе

### Распад (1984) и поновно окупљање (1993)
Менаџер групе Рејнбоу помогао је поновном окупљању групе Дип Перпл и тиме се група Рејнбоу, априла 1984. године распала. Тада је изашао албум Finly Vinly који је био сачињен од песама снимљењих на наступима и од Б стране разних синглова
1993. године Ричи Блекмор напушта Дип Перпл због не слагања са другим члановима гурпе, и поново оснива Рејнбоу са новим члановима групе. 1995. издају албум  Stranger in Us All након чега крећу на велику светску турнеју. Међутим убрзо након издавања албума, Блекмор се окреће својој дугогодишњој страсти, средњовековној и ренесансној музици. Последњи концерт Рејнбоуа одржан је 1997. у Данској након чега Ричи Блекмор оснива нову групу Блекморс Најтс која је испирисана ренесансном музиком

### Рејнбоу после 1997. године
Песме групе Рејнбоу су након распада изводили бивши чланови углавном Рони Џејмс Дио,Џо Ли Тарнер и Грам Бонет. Поједини бивиш чланови групе су вољни да се поново саставе. Џо Ли Тарнер је изјавио да ради на повратку Рејнбоуа, али и да највише зависи од гитаристе Ричија Блекмора који је посвећен својој групи Блекморс Најтс